# Jan Friš
Jan Friš (* 19. Dezember 1995 in Prag) ist ein tschechischer Mittel- und Langstreckenläufer, der sich auf den 1500-Meter-Lauf spezialisiert hat.

## Sportliche Laufbahn
Erste internationale Erfahrungen sammelte Jan Friš im Jahr 2014, als er bei den Juniorenweltmeisterschaften in Eugene im Hindernislauf mit 9:20,52 min im Vorlauf ausschied. Im Jahr darauf nahm er im 1500-Meter-Lauf an den Halleneuropameisterschaften in Prag teil, scheiterte dort aber mit 3:47,16 min in der Vorrunde und auch zwei Jahre später schied er bei den Halleneuropameisterschaften in Belgrad mit 3:50,38 min in der ersten Runde aus. Anschließend nahm er an den U23-Europameisterschaften in Bydgoszcz teil und gelangte auch dort mit 3:47,73 min nicht bis in das Finale. 2019 schied er bei den Halleneuropameisterschaften in Glasgow mit 3:49,59 min im Vorlauf aus. Anschließend gewann er bei der Sommer-Universiade in Neapel in 3:53,95 min die Silbermedaille hinter dem Polen Michał Rozmys und kam auch im Vorlauf der tschechischen 4-mal-400-Meter-Staffel zum Einsatz und erreichte auch das Finale. 2021 erreichte er bei den Halleneuropameisterschaften in Toruń das Finale über 1500 Meter und belegte dort mit 3:42,97 min den elften Platz und im Jahr darauf schied er bei den Europameisterschaften in München mit 3:40,99 min im Vorlauf aus.
2023 belegte er bei den Halleneuropameisterschaften in Istanbul in 3:40,86 min den achten Platz über 1500 Meter. Bei den Straßenlauf-Europameisterschaften 2025 in Löwen gelangte er nach 39:13 min auf den 38. Platz im 10-km-Straßenlauf.
In den Jahren 2016, 2018 und 2024 wurde Friš tschechischer Meister im 1500-Meter-Lauf sowie 2019 und 2024 über 5000 Meter. Zudem wurde er 2018, 2019 und 2021 Hallenmeister im 3000-Meter-Lauf sowie 2020 über 1500 Meter.

## Persönliche Bestzeiten
- 800 Meter: 1:46,32 min, 15. Juni 2021 in Kladno
  - 800 Meter (Halle): 1:47,35 min, 30. Januar 2021 in Prag
- 1500 Meter: 3:37,82 min, 28. Mai 2024 in Ostrava
  - 1500 Meter (Halle): 3:39,29 s, 23. Februar 2025 in Ostrava
- Meile: 4:01,41 min, 20. Juni 2019 in Ostrava
  - Meile (Halle): 3:56,29 min, 4. Februar 2025 in Ostrava (tschechischer Rekord)
- 3000 Meter: 8:03,54 min, 12. Mai 2019 in Pliezhausen
  - 3000 Meter (Halle): 7:53,29 min, 8. Februar 2025 in Metz
- 5000 Meter: 14:06,90 min, 20. Juni 2024 in Prag
- 10-km-Straßenlauf: 28:43 min, 12. Januar 2025 in Valencia